# Holubivka
Holubivka (în ucraineană Голубівка), cunoscut până în 2016 sub numele de Kirovsk (în ucraineană Кіровськ), este oraș regional în regiunea Luhansk, Ucraina. Deși subordonat direct regiunii, orașul este și reședința raionului Holubivka.

## Demografie
Componența lingvistică a orașului Holubivka
     Rusă (84,57%)
     Ucraineană (14,94%)
     Alte limbi (0,21%)
Conform recensământului din 2001, majoritatea populației orașului Holubivka era vorbitoare de rusă (84,57%), existând în minoritate și vorbitori de ucraineană (14,94%).